# Hochschule für Musik und Theater München
La Hochschule für Musik und Theater München (Université de musique et des arts de Munich) est l'une des universités les plus renommées en Allemagne, spécialisée dans la musique et les arts de la scène. Le siège de la Hochschule est l'ancien Führerbau du NSDAP, situé à Arcisstraße 12, sur le côté est de la Königsplatz. L'enseignement et des événements ont également lieu dans d'autres endroits Luisenstraße 37a, Gasteig, Prinzregententheater (études théâtrales) et Wilhelmstraße (ballet). Depuis 2008, le Conservatoire Richard Strauss, jusque-là indépendant, s'est intégré à la Hochschule.

## Historique
D'abord fondée en 1846 comme un institut privé appelé le Königliches Conservatorium für Musik, elle a été transformée en 1867 par le roi Louis II de Bavière en Königliche bayerische Musikschule (École royale de musique de Bavière) sur la suggestion de Wagner. Elle a été financée à titre privé par Louis II jusqu'à ce qu'elle ait reçu le statut d'établissement d'État en 1874. Elle a depuis été rebaptisée à plusieurs reprises: Königliche Akademie der Tonkunst (Académie royale de l'art de la musique), le Staatliche Akademie der Tonkunst (Académie nationale de musique), le Hochschule für Musik (Collège de musique), et enfin la Hochschule für Musik und Theater (Université de musique et des arts de Munich) en 1998. Son emplacement d'origine, l'Odeonsgebäude, a été détruit en 1944.
Le bâtiment actuel a été construit pour le parti nazi par Paul Troost ; il a été appelé le Führerbau . Édouard Daladier, Neville Chamberlain, Adolf Hitler et Benito Mussolini ont signé les accords de Munich dans ce bâtiment en 1938. Le bureau de Hitler, au deuxième étage au-dessus de la porte d'entrée, est maintenant une salle de répétition, mais a peu changé depuis qu'il a été construit.
Le loi pour l'université de Bavière de 1974 a placé l'université de Munich, ainsi que toutes les autres écoles de musique bavaroises, sur le même plan que les écoles d'art.

## Programmes
L'université de musique et des arts de Munich propose des programmes d'études pour la mise en pratique et l'enseignement de toutes les disciplines de la musique et du ballet ainsi que des programmes d'études communs avec le Bayerische Theaterakademie August Everding (en) concernant les spectacles lyriques, les comédiens, la mise en scène, les comédies musicales, le maquillage et de l'éclairage.

## Dirigeants de la Hochschule
Central-Singschule (à partir de 1830) :
- Franz Löhle (Leiter 1830–1837)
- Georg Mittermayer (Leiter 1837–1841)
- Franz Lachner (Leiter 1842–1843)

Königliches Conservatorium für Musik (dans Odeonsgebäude, à partir de 1846) :
- Franz Hauser (directeur 1846–1864)

Königliche bayerische Musikschule (1867–1869 privé, à partir de 1874 public) :
- Hans von Bülow (directeur 1867–1869)
- Karl Freiherr von Perfall (1824–1907 ; Generalintendant et directeur 1874–1892)
- Josef Rheinberger et Franz Wüllner (Inspecteurs 1874–1892)

Königliche Akademie der Tonkunst (à partir de 1892):
- Karl Freiherr von Perfall (Generalintendant et directeur 1892–1901)
- Josef Rheinberger et Franz Wüllner (Inspecteurs 1892–1901)
- Bernhard Stavenhagen (directeur 1901–1904)
- Felix Mottl (directeur 1904–1911)
- Hans Bußmeyer (directeur 1911–1919)
- Berthold Kellermann (1853–1926 ; directeur 1919–1920)

Staatliche Akademie der Tonkunst, Hochschule für Musik (à partir de 1920 ; en 1946 dans Maximilianeum, 1946–1957 dans la Villa Stuck et la Larisch-Villa, depuis 1957 dans le « Führerbau » dans la Arcisstraße) :
- Siegmund von Hausegger (président 1920–1934)
- Richard Trunk (président 1934–1945)
- Joseph Haas (président 1946–1950)
- Robert Heger (président 1950–1954)
- Karl Höller (président 1954–1972)
- Fritz Schieri (1922–2009 ; président 1972–1981)
- Diethard Hellmann (1928–1999 ; président 1981–1988)
- Klaus Schilde (* 1926 ; président 1988–1991)
- Cornelius Eberhardt (1932–2011 ; président 1991–1995)
- Robert Maximilian Helmschrott (* 1938 ; président 1995–1998)

Hochschule für Musik und Theater (depuis 1998) :
- Robert Maximilian Helmschrott (président 1998–1999, recteur 1999–2003)
- Siegfried Mauser (recteur 2003–2007, 2007–2014)
- Bernd Redmann (président depuis le 1er octobre 2014)